# Lijst van Podocnemididae
Onderstaand een lijst van alle soorten schildpadden uit de familie Podocnemididae. De lijst is gebaseerd op de Reptile Database.
- Erymnochelys madagascariensis
- Peltocephalus dumerilianus
- Podocnemis erythrocephala
- Podocnemis expansa
- Podocnemis lewyana
- Podocnemis sextuberculata
- Podocnemis unifilis
- Podocnemis vogli